# Triphora harrisi
Triphora harrisi is een slakkensoort uit de familie van de Triphoridae. De wetenschappelijke naam van de soort is voor het eerst geldig gepubliceerd in 1935 door Baker & Spicer.